# Patriarca Llatí d'Alexandria
El patriarca llatí d'Alexandria fou el cap del Patriarcat llatí d'Alexandria, designat per l'Església Catòlica Romana el 1215 durant el pontificat d'Innocenci III. El càrrec fou abolit el 1964.

## Patriarques llatins d'Alexandria[1]
- Atanasi de Clarmont (vers 1219-?)
  - desconegut (fins vers 1310)
- Gil de Ferrara, O.P. (abans de 15 d'octubre de 1311-1323), també patriarca de Grado
- Oddone della Salla, O.P. (6 de juny de 1323-1325), abans arquebisbe de Pisa
- Joan III (27 d'agost de 1328-19 d'agost de 1334), infant d'Aragó, també arquebisbe de Toledo
  - desconegut o vacant (1334-1342)
- Guilhèm de Chanac (26 de novembre de 1342-3 de juny de 1348), abans bisbe de París
  - desconegut (1348-1351)
- Humbert II, delfí de Viena (3 de gener de 1351-22 de maig de 1355)
  - desconegut (1355-1361)
- Arnaud Bernard de Lo Poget (16 de juny de 1361-30 de setembre de 1368), també arquebisbe d'Ais de Provença
  - desconegut (1369-1371)
- Obediència avinyonesa:
  - Joan de Cardalhac (18 de juliol de 1371-1390), abans bisbe d'Ourense i arquebisbe de Braga, també administrador perpetu de l'arxidiòcesi de Tolosa de Llenguadoc
  - Simon de Cramaud (17 de març de 1391-1409), abans bisbe de Poitiers, després arquebisbe de Reims
  - Pèire Eimeric de Lordat (24 de juliol de 1409-1409), abans bisbe de Carcassona
- Obediència romana:
  - Johannes von Zitten (1393-?)
  - Johannes von Jenzenstein (1399-?)
  - Pèire Ameli di Brunac (1400-?)
  - Leonardo Dolfin (27 de julio de 1401-1402)
- Lancelot de Navarra (2 de setembre de 1418-8 de gener de 1420), també vicari general i administrador de la diòcesi de Pamplona
  - desconegut o vacant (1420-1422)
- Giovanni Contareno (17 de juliol de 1422-1424), després patriarca llatí de Constantinoble
- Pere (14 de juliol de 1424-1428)
- Vidal de Maulhon (29 de novembre de 1428-1435), abans bisbe de Rodés
- Giovanni Maria Vitelleschi (21 de febrer de 1435-1440), també arquebisbe de Florència, abans bisbe de Recanati i Macerata
- Marco Condulmer (1444-1451), abans patriarca de Grado i arquebisbe-comte de Tarentaise, llegat davant del turcs
- Jean d'Harcourt (10 de desembre de 1451-13 de juny de 1452), abans arquebisbe de Narbona
- Arnau Roger de Pallars (24 d'agost de 1453-16 d'agost de 1461), abans bisbe d'Urgell
- Pero d'Urrea (1462-?), abans arquebisbe de Tarragona
- Pedro González de Mendoza (1482-1495), cardenal
- Bernardino Carafa (1498-1501)
- Diego Hurtado de Mendoza (1500-1502), cardenal
- Alfonso de Fonseca (1506-1508), arquebisbe de Santiago de Compostel·la
- Cesari Riario (6 d'octubre de 1506-1540), arquebisbe de Pisa
- Guido Ascanio Sforza di Santa Flora (6 d'abril de 1541), cardenal
- Ottaviano Maria Sforza (20 de maig de 1541-1550)
- Julio Gonzafa (23 de maig de 1550-1550)
- Cristoforo Guidalotti Ciocchi dal Monte (20 d'octubre de 1550-1551), cardenal
- Jacques Cortès (8 de gener de 1552-1568)
- Thomas (1568?), també bisbe de Vaison
- Alessandro Riario (8 de novembre de 1570-1585), cardenal
- Enrico Caetani (29 de juliol de 1585-1587), cardenal
- Giovanni Battista Albano (24 de març de 1586-1588)
- Camillo Gaetanus (22 d'agost de 1588-1599)
  - vacant (1599-1602)
- Séraphin Olivier-Razali (1602-1604), cardenal
- Alessandro de Sangro (1604-1633), també arquebisbe de Benevent
- Onorato Caetani (1633-1647)
  - vacant? (1647-1654)
- Federico Borromeo (1654-1671), també arquebisbe de Milà
- Alessandro Crescenzi (1671-1675), cardenal
- Aloysius Bevilacqua (1675-1680)
- Pietro Draghi Bartoli (1690-1695)
- Gregorio Giuseppe Gaetani de Aragonia (1695-1710)
- Carlo Ambrogio Mezzabarba (1710-1741)
- Filipo Carlo Spada (1742)
- Girolamo Crispi (1742-1746), també arquebisbe de Ferrara
- Giuseppe Antonio Davanzati (1746-1755), també arquebisbe de Trani
- Lodovico Agnello Anastasio (1755-1758), també arquebisbe de Sorrento
- François Mattei (1758-1794)
  - vacant? (1794-1847)
- Paolo Augusto Foscolo (1847-1860), abans patriarca llatí de Jerusalem (1830-1847)
- Paolo Angelo Ballerini (1867-1897), abans bisbe de Milà (1859-1867)
- Domenico Marinangeli (1898-1921)
- Paolo de Huyn (1921-1946)
  - vacant (1946-1950)
- Luca Ermenegildo Pasetto (1950-1954)
  - vacant (1954-1964)